# Южнокорейски вон
Вижте пояснителната страница за други значения на вон.
Вонът (на корейски: 원, означаван със знака ₩ и съкращението KRW) е валутата на Южна Корея. 1 вон се равнява на 100 джон (а). 1 български лев е равен на ~700 вона.
Думата вон е близка до думите за китайската парична единица юан и японската йена. Имената и на 3-те валути се свързват със значението на нещо, което има заоблена форма (т.е. монета).

## История
Валутата вон е в обращение от повече от хиляда години. След краха на Корейската империя и нейната окупация от Япония през 1910 година, вонът е заменен от корейската йена. След края на Втората световна война, страната се разделя на Република Корея и КНДР, което води до създаването на две отделни валути – севернокорейски вон и южнокорейски вон, които заместват употребяваната корейска йена.
Първоначално курсът на вона към долара е фиксиран като 1$=15₩, като към април 1951 година курсът се променя на 1$=6000₩, т.е. валутата на Южна Корея се обезценява. Ето защо, през 1953 година вонът е заменен от валутата хвон, като един хвон се равнява на сто вона.
През 1962 година вонът е възстановен като основна парична единица, като един хвон се приравнява на десет вона. През 1997 година Централната банка на Южна Корея подписва споразумение с Международния валутен фонд за установяване на променлив курс на националната валута спрямо долара.

## Емисия
Централната банка на Южна Корея е единствената институция, която разполага с правото да пуска в обращение монетите и банкнотите на националната валута. Поради неколкократни опити за фалшифициране на валутата, от 2005 година насам Централната банка на Южна Корея пуска в обращение нови банкноти, които са защитени от фалшифициране по много начини:
- холограми с 3D образи, които се променят при излагането им на светлина;
- водни знаци, които са видими когато банкнотата се държи срещу светлината;
- използване на мастило, което променя своя цвят (при означаването на номиналната стойност на банкнотата) и други.

Компанията, която отпечатва корейската парична единица, е първата в света, която вгражда специално вещество в банкнотите с цел лесно разпознаване на фалшификатите. Тази технология днес се използва и в Европа и Северна Америка.